# Scherzi (Chopin)

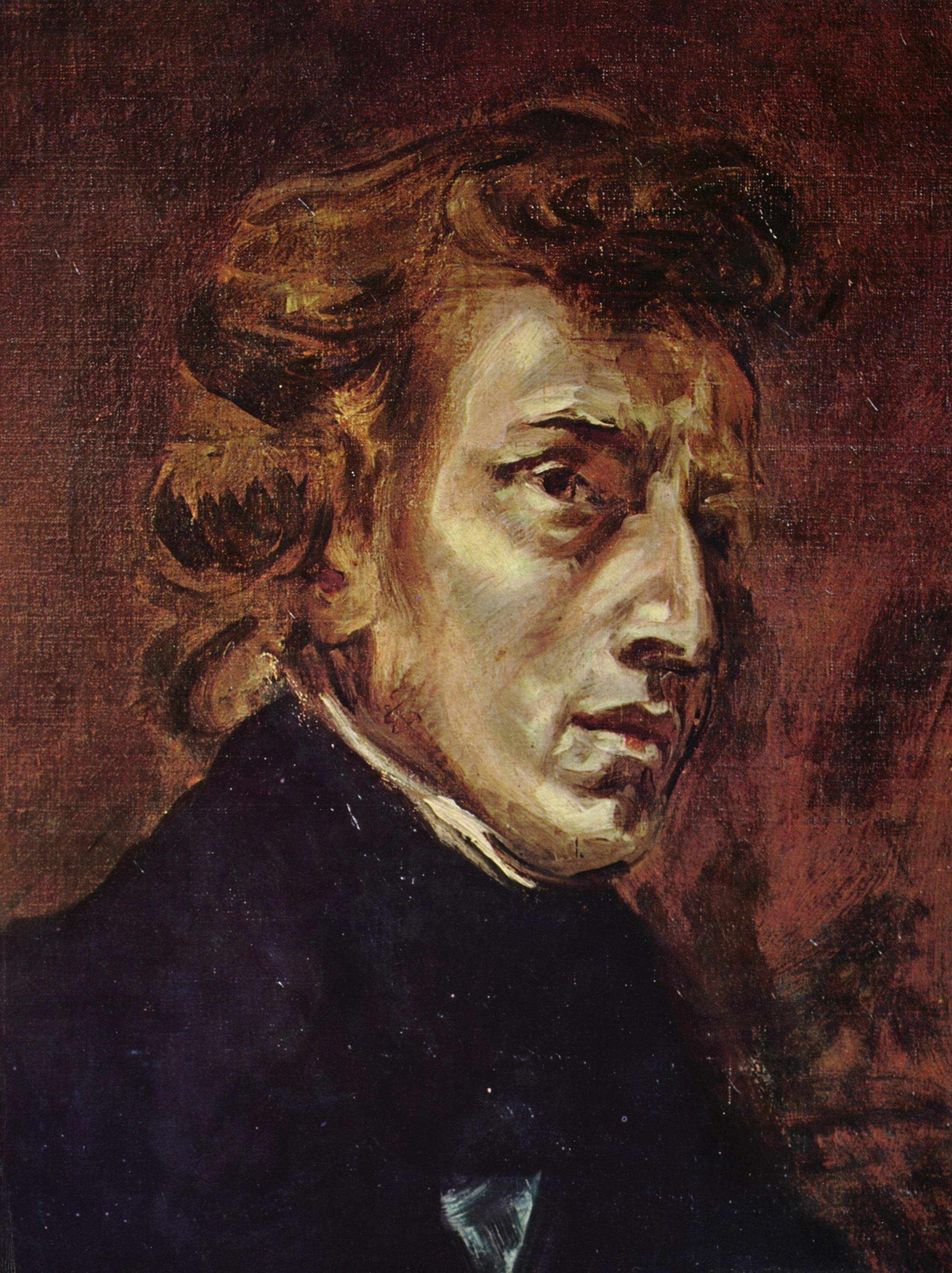
Chopin, Porträt von Eugène Delacroix

Die vier Scherzi Frédéric Chopins gehören zu seinen bedeutendsten Klavierwerken.
Mit ihnen schuf er eine leidenschaftliche, virtuose Bekenntnismusik, die mit ihrem hohen Tempo (Presto, Prestissimo) und den zahlreichen pianistischen Herausforderungen nur großen Pianisten zugänglich ist.
Die Scherzi können – wie seine Balladen – als eine Gattungsneugründung betrachtet werden. Chopin übernahm den Beethovenschen Satztypus mit dem schnellen 3/4-Takt, der dreiteiligen ABA-Form und dem Trio-Mittelteil, der an die Stelle des Menuetts getreten war, und verselbständigte ihn.
Von diesen formalen Gemeinsamkeiten abgesehen unterscheiden sich die ersten drei Scherzi von den Vorbildern Beethovens diametral, indem sie mit ihrer extremen Ausdruckshaltung und der hochgespannten Dramatik den ursprünglichen Charakter geradezu ins Gegenteil verkehren.
Anders als die formal ungebundeneren, eher narrativen Balladen, die mit dem Themendualismus Elemente des Sonatenhauptsatzes aufgreifen, sowie Variations- und Rondoformen aufweisen, ist die eigentliche Verarbeitung des Materials in den Scherzi gegenüber einer Motiv-Reihung zurückgenommen.

## Die vier Scherzi
- Das Scherzo Nr. 1 in h-Moll op. 20 ist mit seinen rasenden Achtel-Passagen und jähen Stimmungswechseln das wildeste Stück dieser Gattung.
- Wesentlich populärer ist das 1837 komponierte und veröffentlichte zweite Scherzo in b-Moll op. 31, dessen vergleichsweise Länge auf die Wiederholung des ersten Hauptteils und des Trios zurückzuführen ist. Das häufig gespielte, sehr wirkungsvolle Scherzo besticht durch den Kontrast innerhalb des zweiteiligen Kopfthemas zwischen der drohend-unheimlichen Unisono-Figur und den wütenden Fortissimo-Akkorden im oberen Register, der kantablen Melodie des Seitenthemas, die sich über einer rollenden Begleitfigur entfaltet, der dramatischen Entwicklung des Trios und der eruptiven Coda. Der Komponist selbst wies mehrfach – etwa gegenüber Wilhelm von Lenz – auf die besondere Bedeutung der düsteren sotto-voce-Triolen der Anfangsfigur hin. Sie solle „grabesähnlich“ gespielt werden und an ein Beinhaus erinnern.
- Das dritte Scherzo in cis-Moll op. 39, das zwischen 1838 und 1839 entstand und 1840 publiziert wurde, überrascht zunächst durch seine fragende Einleitungsfigur und die wilden, von beiden Händen gespielten Oktavpassagen, die panische Unruhe vermitteln. Den musikalischen Höhepunkt bildet der schöne Mittelteil, der als ein kompositorischer Gipfel im Schaffen Chopins betrachtet werden kann: Ein sonores Choralthema wird von impressionistisch anmutenden, herabrieselnden, leggiero zu spielenden Achtel-Kaskaden unterbrochen und über hymnische Dur- und düstere Moll-Sphären in entfernte Tonarten moduliert und fortgeführt. In einer kurzen Durchführung werden die arabeskenartigen Figuren und der Choral verarbeitet, bis das wiedereinsetzende drängende Hauptthema in die Reprise überleitet, in der die Choralmelodie zunächst in e-Moll, dann in strahlendem Cis-Dur erscheint.

- Das vierte Scherzo in E-Dur op. 54 bildet mit seiner erweiterten Sonatenform, der doppelten Durchführung, vor allem aber seinem klangpoetischen und lichten Dur-Charakter eine Ausnahme. Der Triogesang, der von einer komplexer werdenden Begleitfigur untermalt und polyphon verästelt wird, gehört zu den schönsten melodischen Einfällen des Komponisten. Das Werk erinnert entfernt an den elfenhaften Scherzotyp Felix Mendelssohn Bartholdys, wenn auch die pianistische Energie und dramatische Kraft es weit über diese Sphäre hinaushebt.[2]